# Mark Udall
Mark Udall Emery mais conhecido como Mark Udall (Tucson, 18 de julho de 1950) é um professor e político americano, sendo o mais antigo senador do Colorado e membro do Partido Democrata. De 1999 a 2009 Udall foi um membro da Câmara dos Representantes dos Estados Unidos representando o 2º distrito congressional do Colorado. 

## Biografia
Mark nasceu em Tucson,no estado americano do Arizona, graduou-se em magistério na High School, localizada no subúrbio de Tucson em 1968, licionou por 20 anos na Outward Bound School, entre 1975 e 1995.  

### Carreira política
Udall começou sua trajetória política em 1996, ao ser eleito Membro da Câmara dos Representantes do Colorado pelo 13º distrito. Em 1998 foi eleito Membro da Câmara dos Representantes dos Estados Unidos pelo 2º distrito congressional do Colorado, cargo qual foi reeleito em 2000, 2002, 2004, 2006, e 2008. Em 2008 foi eleito senador da república dos Estados Unidos pelo Colorado com 52% dos votos.

### Vida pessoal
Udall é filho do ex-congressista do Arizona e candidato a presidente na eleição de 1976 Mo Udall, é um primo do senador do Novo México Tom Udall, e primo do ex-senador Gordon Smith, do Oregon, é sobrinho do ex-secretário do Interior dos Estados Unidos, Stewart Udall. Udall é casado com Maggie L. Fox.